# 非経験的分子軌道法
非経験的分子軌道法（ひけいけんてきぶんしきどうほう、英: non-empirical molecular orbital method）または第一原理分子軌道法（だいいちげんりぶんしきどうほう、英: ab initio molecular orbital method）とは、量子化学に基づく計算化学手法である。
非経験的分子軌道法では、ハートリー-フォック方程式（正確には、閉殻系の場合はRoothaan-Hall方程式、開殻系の場合はPople-Nesbet方程式である）を解くために必要な分子積分を、実験値に置き換えたり省略したりせずにすべて計算する。物理定数以外の実験値を全く使用せずに分子軌道を計算するため、ab initio MO法、ab initio分子軌道法、第一原理分子軌道法とも呼ばれる。
ab initioという用語は、ベンゼンの励起状態に関する半経験的研究においてロバート・パーおよびデイヴィッド・クレイグら共同研究者によって、量子化学において初めて使われた。背景はパーによって詳述されている。「量子力学の第一原理から」という現代的意味で用いたのは、Chenやローターンが初めてで、AllenおよびKaroは論文のタイトルにも用いて明確にこの用語を定義した。
ほとんどの場合、シュレーディンガー方程式を解くために用いられる基底関数系（大抵LCAOアンザッツから構築される）は完全ではなく、イオン化や散乱過程と関連したヒルベルト空間に広がらない（連続スペクトルを参照）。ハートリー-フォック法ならびに配置間相互作用法では、この近似によってシュレーディンガー方程式を「単純」な電子的分子ハミルトニアンの固有値方程式として扱うことができ、解の離散集合が得られる。

## 種類
ハートリー-フォック法（HF法）
RHF法（閉殻系分子、1つのMOに異なるスピンの電子2つ）、ROHF法（開殻系分子、1つのMOに異なるスピンの電子2つ、1つのMOに不対スピンとなる電子1つ）、UHF法（開殻系分子、α電子とβ電子を別々の軌道に）
以下はHF法より高精度な方法である（beyond HF、Post-HFなどと呼ばれることがある）。
Møller-Plesset摂動法（MP法）
Rayleigh-Schrödinger摂動法による近似。2次以上の摂動により電子相関が取り込まれる。その次数により、MPn (n=2,3,4,…) 法と呼ばれる。
配置間相互作用法（CI法）
多電子波動関数（全電子波動関数）を単一のスレーター行列式ではなく、励起電子配置による複数のスレーター行列式の線形結合として近似する方法。CISD（1,2電子励起配置を使用）、CISDT（CISDに加え、3電子励起配置を考慮）、CISDTQ（さらに4電子励起配置を考慮）、full CI法に加え、参照電子配置を複数以上考慮するMR-CI法も一般的になってきた。
多配置SCF法（MCSCF法）
CI法では、まず多電子励起電子配置の波動関数を求めておき、その線形結合時の係数のみを最適化するのに対し、この方法では同時に分子軌道も最適化する。最適化する価電子数と分子軌道数を指定するCASSCF (Complete Active Space SCF) 法がよく使われる。
クラスター展開法（CC法）
多電子励起電子配置を、より少ない電子の励起配置の積で表す。CCSD、CCSDT、CCSD (T)、SAC (Symmetry Adapted Cluster) -CI法など。一般に大きさについての無矛盾性(英: size-consistency)を満たすことなどが特徴。
Iterative CI-General Single and Double法（ICI-GSD法）
Iterationが必要だが、1,2電子励起電子配置を考慮するだけでfull-CIと同等の解が得られる。